# Sandrovo
Sandrovo (bulgariska: Сандрово) är ett distrikt i Bulgarien.   Det ligger i kommunen Obsjtina Ruse och regionen Ruse, i den norra delen av landet, 260 km nordost om huvudstaden Sofia.
Trakten runt Sandrovo består till största delen av jordbruksmark. Runt Sandrovo är det tätbefolkat, med 383 invånare per kvadratkilometer.